# NGC 506
NGC 506 est une étoile située dans la constellation des Poissons.
L'astronome britannique Lawrence Parsons a enregistré la position de cette étoile le 7 novembre 1874